# Jugoslawische Fußballnationalmannschaft/Weltmeisterschaften
Der Artikel beinhaltet eine ausführliche Darstellung der jugoslawischen Fußballnationalmannschaft, die von 1930 bis 1990 für das Königreich Jugoslawien, die Föderative Volksrepublik Jugoslawien und die Sozialistische Föderative Republik Jugoslawien bei Fußball-Weltmeisterschaften antrat. Sie nahm achtmal an Weltmeisterschaften teil. Die beste Platzierung ist der vierte Platz bei der ersten Teilnahme 1930 und 1962. 1990 nahm Jugoslawien das letzte Mal mit Spielern aus allen Teilrepubliken teil. Nach den Jugoslawienkriegen und der Unabhängigkeit der meisten Teilrepubliken nahm die nur noch aus Serbien und Montenegro bestehende Bundesrepublik Jugoslawien nochmals 1998 und dann 2006 als Serbien und Montenegro teil. Die Erfolge der jugoslawischen Mannschaft wurden von der FIFA zunächst der Bundesrepublik Jugoslawien, dann Serbien und Montenegro und nun Serbien zugerechnet, das erstmals 2010 teilnahm.

## Überblick
| Jahr | Gastgeberland | Teilnahme bis …    | Letzter Gegner                | Ergebnis | Trainer             | Bemerkungen und Besonderheiten |
| ---- | ------------- | ------------------ | ----------------------------- | -------- | ------------------- | --- |
| 1930 | Uruguay       | Halbfinale         | Uruguay                       | Vierter  | Boško Simonović     | kein Spiel um Platz 3 |
| 1934 | Italien       | nicht qualifiziert |                               |          |                     | In der Qualifikation an der Schweiz und Rumänien gescheitert                                                                                   |
| 1938 | Frankreich    | nicht qualifiziert |                               |          |                     | In der Qualifikation an Polen gescheitert |
| 1950 | Brasilien     | Vorrunde           | Schweiz, Mexiko, Brasilien    | 5.       | Milorad Arsenijević | |
| 1954 | Schweiz       | Viertelfinale      | Deutschland                   | 7.       | Aleksandar Tirnanić | |
| 1958 | Schweden      | Viertelfinale      | Deutschland                   | 5.       | Aleksandar Tirnanić | |
| 1962 | Chile         | Spiel um Platz 3   | Chile                         | Vierter  | Ljubomir Lovrić     | Im Halbfinale an der Tschechoslowakei gescheitert. Dražan Jerković erzielt ebenso viele Tore wie der als Torschützenkönig ausgeloste Garrincha |
| 1966 | England       | nicht qualifiziert |                               |          |                     | In der Qualifikation an Frankreich gescheitert                                                                                                 |
| 1970 | Mexiko        | nicht qualifiziert |                               |          |                     | In der Qualifikation an Belgien gescheitert |
| 1974 | Deutschland   | Zwischenrunde      | Deutschland, Polen, Schweden  | 7.       | Miljan Miljanić     | Das 9:0 in der Vorrunde gegen Zaire war bis zum 15. Juni 1982 der höchste WM-Sieg                                                              |
| 1978 | Argentinien   | nicht qualifiziert |                               |          |                     | In der Qualifikation an Spanien gescheitert |
| 1982 | Spanien       | Vorrunde           | Nordirland, Spanien, Honduras | 16.      | Miljan Miljanić     | |
| 1986 | Mexiko        | nicht qualifiziert |                               |          |                     | In der Qualifikation an Frankreich und Bulgarien gescheitert                                                                                   |
| 1990 | Italien       | Viertelfinale      | Argentinien                   | 5.       | Ivica Osim          | Aus im Elfmeterschießen |

Statistik (Angaben inkl. 2022: 22 Weltmeisterschaften; Prozentangaben sind gerundet)

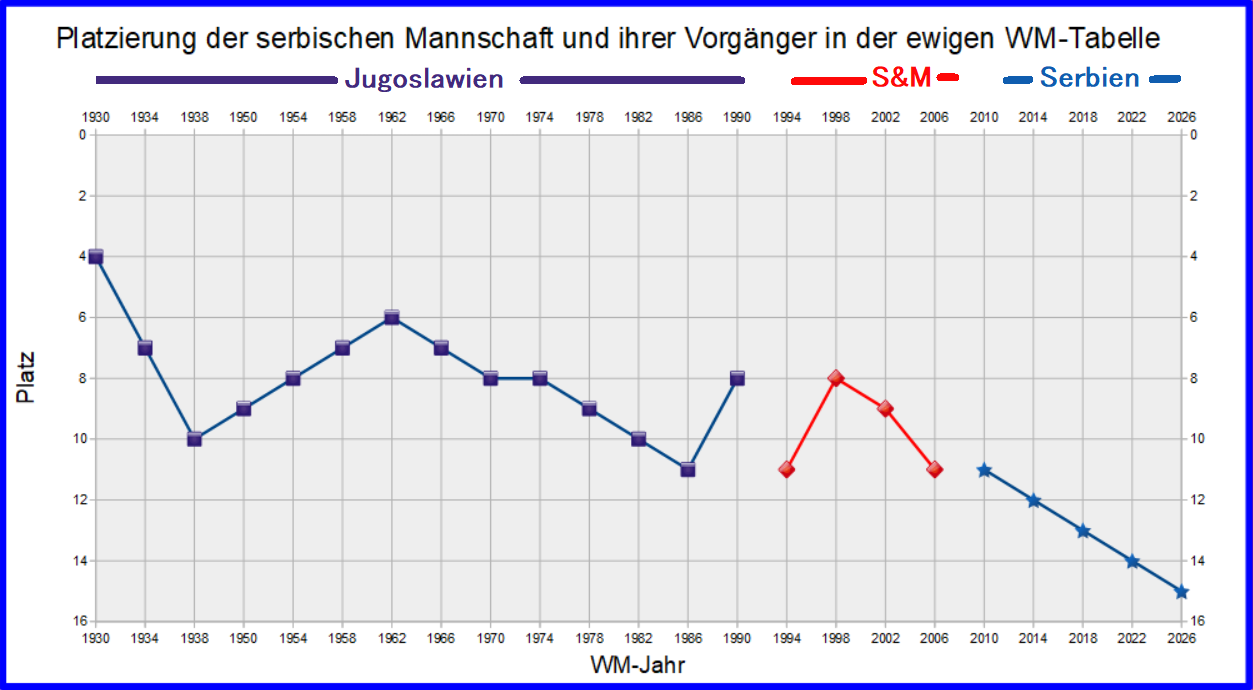
Platzierung der jugoslawischen, serbisch-montenegrinischen und serbischen Mannschaft in der ewigen WM-Tabelle

- Nicht teilgenommen, da nicht zugelassen oder nicht mehr existent: 8× (36 %; 1994, 1998, 2002, 2006, 2010, 2014, 2018 und 2022)
- Nicht qualifiziert: 6× (27 %; 1934, 1938, 1966, 1970, 1978 und 1986)
- Sportliche Qualifikation: 7× (32 % bzw. bei 54 % der Versuche)
- Ohne Qualifikation teilgenommen: 1× (4,5 %; 1930)
  - Vorrunde: 2× (9 %; 1950, 1982)
  - 2. Finalrunde der besten 8 Mannschaften (nur 1974 und 1978): 1× (4,5 %; 1974)
  - Viertelfinale: 3× (13,6 %; 1954, 1958, 1990)
  - Halbfinale: 2× (9 %; 1930 und 1962)
    - Spiel um Platz 3: 1× (4,5 %, 1962)

## WM-Turniere

### 1930 in Uruguay

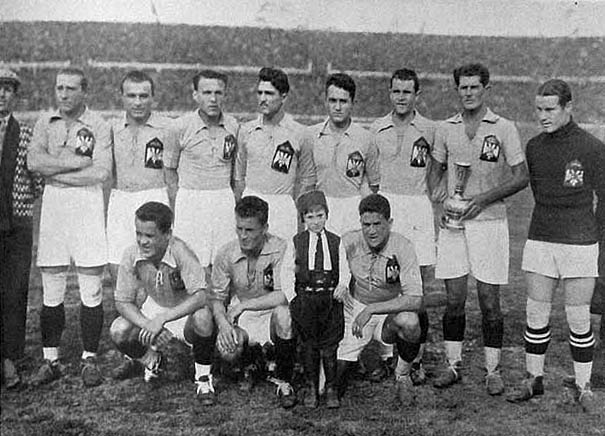
Die jugoslawische Mannschaft bei der WM 1930

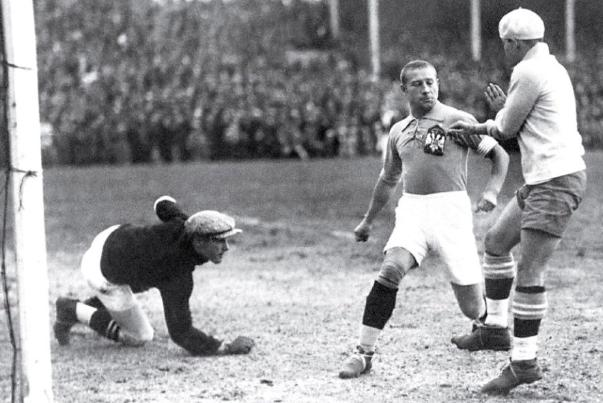
Szene aus dem ersten WM-Spiel gegen Brasilien mit Torhüter Milovan Jakšić, Dragoslav Mihajlović und Theóphilo

Jugoslawien nahm als eine von nur vier europäischen Mannschaften bereits an der ersten Weltmeisterschaft teil. Während Belgien, Frankreich und Rumänien die dreiwöchige Schiffsreise von Europa nach Uruguay auf der Conte Verde unternahmen, reisten die Jugoslawen auf der MS Florida gen Südamerika. Da es im jugoslawischen Verband bereits einige Zeit vor dem Turnier Streitigkeiten gab zwischen serbischen und kroatischen Funktionären, weil der Sitz des Verbandes von Zagreb nach Belgrad verlegt wurde, weigerte sich der regionale Verband Zagrebs, der sowieso gegen eine WM-Teilnahme war, die Meisterschaft wegen der WM zu unterbrechen bzw. zu verschieben. Dieser Weigerung schlossen sich kurz darauf die Verbände von Split, Sarajevo und Subotica an. Daher wurden für das erste WM-Turnier nur serbische Spieler nominiert sowie drei Spieler, die in Frankreich spielten.
Am 14. Juli 1930 trafen sie in ihrem ersten WM-Spiel erstmals auf Brasilien und gewannen mit 2:1. Auch das Spiel gegen den anderen Gruppengegner Bolivien wurde gewonnen, diesmal mit 4:0, womit die Jugoslawen als einzige europäische Mannschaft das Halbfinale erreicht hatten. In diesem verloren sie aber nach 1:0-Führung gegen den Gastgeber Uruguay mit 1:6. Das Spiel um den dritten Platz gegen die USA fand nicht statt, in den Ranglisten der FIFA wird Jugoslawien als Vierter geführt. Auf der Rückfahrt machten die Jugoslawen noch Station in Buenos Aires und Rio de Janeiro und traten zu Freundschaftsspielen gegen Vize-Weltmeister Argentinien (1:3) und Brasilien (1:4) an.

### 1934 in Italien
Auch an der ersten WM in Europa wollten die Jugoslawen teilnehmen. In der Qualifikation mussten sie gegen die Schweiz und Rumänien antreten, wobei jede Mannschaft einmal daheim und einmal auswärts antreten musste. Im ersten WM-Qualifikationsspiel gelang ihnen am 24. September 1933 in Belgrad aber nur ein 2:2 gegen die Schweiz und nach einem 1:2 in Rumänien schieden die Jugoslawen aus, während Schweizer und Rumänen zur WM fuhren.

### 1938 in Frankreich
Auch vier Jahre später konnten sich die Jugoslawen nicht qualifizieren. In der Qualifikation scheiterten sie an Polen. Nach einem 0:4 im Hinspiel in Warschau gelang zwar im Rückspiel mit einem 1:0 der erste Sieg in einem WM-Qualifikationsspiel, dieser reichte aber nicht.

### 1950 in Brasilien
Für die erste WM nach dem Zweiten Weltkrieg konnten sich die Jugoslawen dann erstmals sportlich qualifizieren. In der ersten Runde wurde zunächst Israel mit zwei Siegen ausgeschaltet. In der zweiten Runde wurde dann ein Entscheidungsspiel gegen Frankreich benötigt, da die beiden ersten Spiele jeweils 1:1 endeten. Mit 3:2 nach Verlängerung setzten sich die Jugoslawen in Florenz durch.
Im WM-Kader standen noch neun Spieler, die zwei Jahre zuvor in London die olympische Silbermedaille gewonnen hatten. In Brasilien trafen sie in einer der beiden Vierergruppen auf die Schweiz, Mexiko und Gastgeber Brasilien. Während gegen die Schweiz mit 3:0 und Mexiko mit 4:1 gewonnen wurde, unterlagen sie Brasilien mit 0:2. Da nur der Gruppensieger die Finalrunde der besten vier Mannschaften erreichte, schieden die Jugoslawen als Gruppenzweiter aus.

### 1954 in der Schweiz
In der Qualifikation für die WM in der Schweiz setzten sich die Jugoslawen mit vier 1:0-Siegen gegen Griechenland und erneut Israel durch. In der Schweiz gehörten sie aber nicht zu den gesetzten Mannschaften und mussten daher in ihrer Gruppe gegen die beiden gesetzten Mannschaften Frankreich und Brasilien antreten. Gegen Frankreich gelang ein 1:0-Sieg. Gegen Brasilien stand es nach 90 Minuten 1:1 und der Modus verlangte schon in der Gruppenphase bei einem Remis eine Verlängerung. In dieser fielen keine Tore und da die erzielten Tore keine Rolle spielten, musste das Los über den Gruppensieg entscheiden und Jugoslawien wurde damit Gruppensieger. Als dieser trafen sie im Viertelfinale auf die deutsche Mannschaft, die nur über ein Entscheidungsspiel gegen die Türken als Gruppenzweiter das Viertelfinale erreicht hatte. Die Jugoslawen galten als Favorit, gerieten aber bereits nach neun Minuten durch ein Eigentor von Ivica Horvat in Rückstand und konnten ihre darauf folgenden Angriffsbemühungen nicht erfolgreich abschließen. In der 85. Minute konnte dann Helmut Rahn einen Konter nutzen und das 2:0 für die deutsche Mannschaft erzielen, womit Jugoslawien ausgeschieden war.

### 1958 in Schweden
In der Qualifikation für die WM in Schweden setzten sich die Jugoslawen mit zwei Heimsiegen und zwei Remis in den Auswärtsspielen gegen Rumänien und wieder Griechenland durch.
In Schweden trafen sie im ersten Gruppenspiel auf die Schotten und erreichten ein 1:1. Gegen Frankreich gelang anschließend ein 3:2-Sieg, den Todor Veselinović in der 88. Minute sicherte. Im letzten Gruppenspiel reichte ein 3:3 gegen Paraguay um als Gruppenzweiter das Viertelfinale zu erreichen. In diesem trafen sie wie vier Jahre zuvor auf die deutsche Mannschaft, die als Titelverteidiger ihre Gruppe gewonnen hatte, und erneut war es Helmut Rahn, der durch den 1:0-Siegtreffer das Ausscheiden der Jugoslawen besiegelte.

### 1962 in Chile
In der Qualifikation für die WM in Chile setzten sich die Jugoslawen zunächst mit 2:1 und 1:1 gegen Polen durch und mussten dann noch gegen den Sieger der Asien-Gruppe antreten. Mit 5:1 und 3:1 wurde Südkorea bezwungen und die dritte WM in Südamerika erreicht. Im WM-Kader standen noch fünf Spieler, die zwei Jahre zuvor bei den Olympischen Spielen die Goldmedaille gewonnen hatten und ebenso wie zwei weitere Spieler auch zum Kader des 60er Vizeeuropameisters gehörten. In Chile trafen die Jugoslawen im ersten Spiel auf Europameister Sowjetunion, gegen den sie zwei Jahre zuvor im EM-Finale verloren hatten, und verloren nun auch das WM-Spiel (0:2). Im zweiten Gruppenspiel gegen Ex-Weltmeister Uruguay gelang aber ein 3:1-Sieg und auch gegen WM-Neuling Kolumbien wurde gewonnen, diesmal mit 5:0. Damit standen die Jugoslawen als Gruppenzweiter im Viertelfinale und trafen erneut auf Deutschland. Diesmal gelang aber der Sieg und mit dem 1:0 wurde das Halbfinale erreicht. Hier trafen die Jugoslawen auf die Tschechoslowakei und dominierten weitgehend das Spiel, scheiterten aber immer wieder an Viliam Schrojf, dem besten Torhüter der WM und verloren mit 1:3. Im kleinen Finale um Platz 3 trafen sie auf Gastgeber Chile und verloren mit 0:1. Damit verabschiedeten sich die Jugoslawen für 12 Jahre von der WM-Bühne.

### 1966 in England
In der Qualifikation für die WM in England mussten die Jugoslawen gegen Frankreich, Norwegen und Luxemburg antreten. Nach Auftaktsiegen gegen Luxemburg und Frankreich verloren sie in Norwegen mit 0:3 und auch das Rückspiel in Frankreich. Da im Heimspiel gegen Norwegen nur ein Remis gelang, wurden sie aufgrund der schlechteren Tordifferenz nur Gruppendritter hinter Frankreich, das sich für die WM qualifizierte, und den Norwegern.

### 1970 in Mexiko
In der Qualifikation für die erste WM in Mexiko waren Belgien, Spanien und Finnland die Gegner. Die Jugoslawen, die 1968 noch das EM-Finale erreicht hatten, konnten nur das Auswärtsspiel in Finnland sowie die Heimspiele gegen Belgien und Finnland gewinnen, verloren aber in Belgien und Spanien, so dass am Ende nur Platz 2 hinter Belgien heraussprang, das sich damit erstmals seit 1954 wieder qualifizierte.

### 1974 in der Bundesrepublik Deutschland

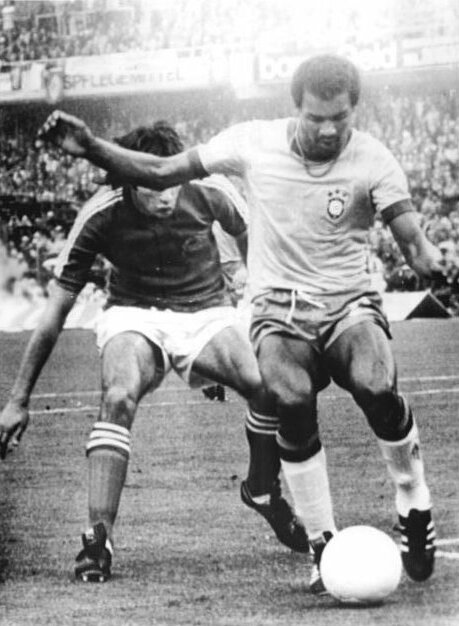
Dražen Mužinić im Eröffnungsspiel 1974 gegen Brasilien

In der Qualifikation für die erste WM in Deutschland waren wieder die Spanier der Gegner sowie Griechenland, gegen das beide ihre Spiele gewannen während sie gegeneinander remis spielten. Da die Tordifferenz gleich war, gab es ein Entscheidungsspiel in Frankfurt am Main. Vor über 60.000 Zuschauern, überwiegend jugoslawische und spanische Gastarbeiter, gewannen die Jugoslawen mit 1:0 und qualifizierten sich für die WM. Hier trafen sie im Eröffnungsspiel, das erstmals der Titelverteidiger bestritt, auf Brasilien und setzten die Serie der torlosen Eröffnungsspiele fort. Im zweiten Spiel gegen WM-Neuling Zaire gelang dann mit dem 9:0 der bis 1982 höchste WM-Sieg. Da das abschließende Gruppenspiel gegen Schottland 1:1 endete und die Schotten auch gegen Brasilien remis gespielt hatten, waren die gegen Zaire erzielten Tore entscheidend für den Gruppensieg. Mit den 9 Toren wurden die Jugoslawen Gruppensieger, während Brasilien, das drei Tore gegen Zaire erzielt hatte, Zweiter wurde. Die Schotten hatten mit nur zwei Toren gegen Zaire das Nachsehen und schieden ohne Niederlage aus.
In der erstmals durchgeführten zweiten Finalrunde trafen die Jugoslawen wieder mal auf Deutschland, das nach einer Niederlage gegen die DDR nur als Gruppenzweiter diese Runde erreicht hatte und bis dahin nicht seiner Favoritenrolle gerecht werden konnte. Gegen die Jugoslawen steigerte sich die deutsche Mannschaft aber und gewann mit 2:0. Auch das zweite Spiel dieser Runde gegen Polen, das sich in 1. Runde gegen Italien und Argentinien durchgesetzt hatte, verloren die Jugoslawen. Mit dem 1:2 waren sie schon vor dem letzten Gruppenspiel gegen Schweden ausgeschieden und verloren auch dieses mit 1:2. Damit verabschiedeten sie sich wieder für acht Jahre von der WM-Bühne.

### 1978 in Argentinien
In der Qualifikation für die WM in Argentinien mussten die Jugoslawen gegen Spanien und Rumänien antreten und diesmal setzten sich die Spanier durch. Jugoslawien belegte mit nur einem Sieg (6:4 in Rumänien) nur den dritten Platz.

### 1982 in Spanien
In der Qualifikation für die WM in Spanien mussten die Jugoslawen erstmals in einer Fünfergruppe gegen Italien, Dänemark, Griechenland und Luxemburg antreten. Mit nur einer Niederlage sowie einem Remis, aber sechs Siegen belegten die Jugoslawen vor Italien Platz 1 und qualifizierten sich mit diesem für die WM.
In Spanien kamen sie im ersten Spiel gegen Nordirland nur zu einem torlosen Remis und verloren dann gegen Gastgeber Spanien mit 1:2. Das abschließende 1:0 gegen WM-Neuling Honduras reichte nicht, um die 2. Finalrunde zu erreichen, denn Spanien hatte überraschend gegen Nordirland verloren, wodurch die Nordiren Gruppensieger wurden. Da Spanien und Jugoslawien punkt- und tordifferenzgleich waren, die Spanier aber ein Tor mehr geschossen hatten, schieden die Jugoslawen als Gruppendritter aus und mussten erneut 8 Jahre bis zur nächsten WM-Teilnahme warten.

### 1986 in Mexiko
In der Qualifikation für die zweite WM in Mexiko waren Frankreich, Bulgarien, die DDR und Luxemburg die Gegner. Mit nur drei Siegen, bei zwei Remis und drei Niederlagen wurde nur der vierte Platz in der Gruppe belegt und nur Luxemburg, das alle Spiele verlor, noch hinter sich gelassen.

### 1990 in Italien
Besser lief die Qualifikation für die zweite WM in Italien. Mit vier Punkten Vorsprung wurden die Jugoslawen Gruppensieger vor Schottland, das sich ebenfalls qualifizierte, Frankreich, Norwegen und Zypern. Schon vor der WM gab es Probleme zwischen den verschiedenen föderativen Teilrepubliken in Jugoslawien, die auch bei Liga-Spielen zwischen serbischen und kroatischen Vereinen auftraten, und sich auch auf die Nationalmannschaft auswirkte. So wurde der Zagreber Kapitän Zvonimir Boban nach einem Kung-Fu-Tritt gegen einen Polizisten aus der Mannschaft ausgeschlossen.
In Italien trafen die Jugoslawen im Auftaktspiel auf Deutschland und unterlagen mit 1:4. Da aber die beiden folgenden Spiele gegen Kolumbien (1:0) und WM-Neuling Vereinigte Arabische Emirate (4:1) gewonnen wurden, gelang als Gruppenzweiter der Einzug ins Achtelfinale. Hier trafen sie auf Spanien und setzten sich mit 2:1 nach Verlängerung durch. Beide Tore erzielte Dragan Stojković, der damit der letzte WM-Torschütze für Jugoslawien war. Im Viertelfinale gegen Titelverteidiger Argentinien war nach torlosen 90 Minuten erneut eine Verlängerung notwendig. Da beiden Mannschaften aber auch in dieser kein Tor gelang, musste das Elfmeterschießen entscheiden. Weil Dragan Stojković nur die Latte traf und Dragoljub Brnović sowie Faruk Hadžibegić an Sergio Goycochea scheiterten, gewann Argentinien – bei dem nur zwei Schützen nicht trafen – das Elfmeterschießen mit 3:2. Im Halbfinale setzte sich Argentinien ebenfalls im Elfmeterschießen gegen Gastgeber Italien durch, scheiterte dann aber im Finale gegen Deutschland dabei, erneut das Elfmeterschießen zu erreichen, und verlor durch einen Elfmeter in der regulären Spielzeit. Jugoslawien verabschiedete sich damit von der WM-Bühne.

### 1994 in den Vereinigten Staaten
Auch für die Qualifikation zur WM in den USA hatte Jugoslawien gemeldet und war in eine Gruppe mit Griechenland, Russland, Island, Ungarn und Luxemburg gelost worden. Aufgrund der Jugoslawienkriege wurden aber UN-Sanktionen gegen Jugoslawien verhängt und die Mannschaft suspendiert. Erst zur Qualifikation für die WM in Frankreich wurde die nun nur noch aus Serbien und Montenegro bestehende Bundesrepublik Jugoslawien wieder zugelassen und konnte sich auch qualifizieren.

## Spieler

### Rangliste der jugoslawischen WM-Spieler mit den meisten Einsätzen
01. Dragoslav Šekularac und Ivica Šurjak – 9 Einsätze bei 2 Turnieren
03. Safet Sušić und Zlatko Vujović – 8 Einsätze bei 2 Turnieren
05. Vujadin Boškov, Tomislav Crnković und Branko Zebec – 7 Einsätze bei 2 Turnieren

### Rangliste der jugoslawischen WM-Spieler mit den meisten WM-Toren
01. Dražan Jerković – 4 Tore
02. Dušan Bajević, Ivan Bek, Milan Galić, Dragan Stojković (davon 1 Tor für die BR Jugoslawien) und Todor Veselinović – je 3 Tore

### WM-Kapitäne
- 1930: Milutin Ivković
- 1950: Rajko Mitić
- 1954: Rajko Mitić, Stjepan Bobek (gegen Frankreich)
- 1958: Branko Zebec
- 1962: Milan Galić, Muhamed Mujić (1. Spiel)
- 1974: Dragan Džajić, Jovan Aćimović (Spiel gegen Polen)
- 1982: Ivica Šurjak
- 1990: Zlatko Vujović

### Bei Weltmeisterschaften gesperrte Spieler
- 1962: Vladimir Popović wurde im Gruppenspiel gegen Uruguay vom Platz gestellt. Er konnte aber in den weiteren Spielen eingesetzt werden.
- 1990: Refik Šabanadžović erhielt im Viertelfinalspiel gegen Argentinien zunächst die zweite Gelbe Karte und dann die Rote Karte. Wegen Meckerns erhielt auch der auf der Bank sitzende Srečko Katanec die Rote Karte.[4] Da die Jugoslawen ausschieden, hatten diese keine weitere Wirkung mehr.

### Anteil der im Ausland spielenden Spieler im WM-Kader
Bereits 1930 standen drei Legionäre im Kader, danach aber erst 1974 wieder einer. Bei den letzten beiden Teilnahmen stellten sie schon den Kern der Mannschaft.
| Jahr (Spiele) | Anzahl (Länder)                                                                  | Spieler (Einsätze) |
| ------------- | -------------------------------------------------------------------------------- | --- |
| 1930 (3)      | 3 (in Frankreich)                                                                | Ivan Bek (3), Branislav Sekulić (2), Ljubiša Stefanović (3) |
| 1950 (3)      | 0                                                                                | |
| 1954 (3)      | 0                                                                                | |
| 1958 (4)      | 0                                                                                | |
| 1962 (6)      | 0                                                                                | |
| 1974 (6)      | 1 (1 in Frankreich)                                                              | Ilija Petković (5) |
| 1982 (3)      | 6 (1 in Belgien, 4 in Frankreich, 1 in der Schweiz)                              | Ratko Svilar (0); Vahid Halilhodžić (2), Dragan Pantelić (3), Edhem Šljivo (3), Ivica Šurjak (3); Jurica Jerković (0)                                                           |
| 1990 (5)      | 9 (4 in Frankreich, 2 in Italien, 1 in Portugal, 1 in der Schweiz, 1 in Spanien) | Dragoljub Brnović (5), Faruk Hadžibegić (5), Safet Sušić (5), Zlatko Vujović (5); Davor Jozić (5), Srečko Katanec (3); Tomislav Ivković (5); Mirsad Baljić (1); Zoran Vulić (4) |

## Spiele
Die Jugoslawen bestritten bisher 33 WM-Spiele. Davon wurden 14 gewonnen, 12 verloren und 7 endeten remis. Dreimal mussten Remis-Spiele verlängert werden, da ein Sieger ermittelt werden musste, eins wurden durch Tore in der Verlängerung gewonnen und eins im Elfmeterschießen verloren. Einmal kam es zu keiner Entscheidung, das Remis wurde akzeptiert und die Entscheidung über die Platzierung in der Gruppe fiel durch das Los.
Die Jugoslawen nahmen zweimal am ersten Spiel bzw. Eröffnungsspiel teil: 1954 und 1974. Die Jugoslawen mussten fünfmal gegen den Gastgeber antreten: 1930 im Halbfinale, 1950 in der Vorrunde, 1962 im Spiel um Platz 3, 1974 in der 2. und 1982 in der 1. Finalrunde. Alle Spiele gegen die Gastgeber wurden verloren.
Die Jugoslawen verloren viermal (1930, 1954, 1974 und 1990) gegen den späteren Weltmeister und spielten dreimal (1958, 1974 und 1990) gegen den Titelverteidiger.
Die Jugoslawen trafen fünfmal auf WM-Neulinge: 1954/Bundesrepublik Deutschland (aber Nachfolger des Deutschen Reiches), 1962/Kolumbien, 1974/Zaire, 1982/Honduras und 1990/Vereinigte Arabische Emirate.
Häufigste Gegner: BR Deutschland – fünfmal (Die Nachfolger BR Jugoslawien und Serbien trafen auch noch je einmal auf Deutschland) und Brasilien – viermal.
Häufigster letzter Gegner: Deutschland – zweimal
| Alle WM-Spiele |            |                     |                              |   |                                                     |                                  |                                                            |
| Nr.            | Datum      | Ergebnis            | Gegner                       |   | Austragungsort                                      | Anlass                           | Bemerkung                                                  |
| 1              | 14.07.1930 | 2:1                 | Brasilien                    | * | Montevideo (URU), Estadio Gran Parque Central       | Weltmeisterschaft 1930- Vorrunde | Erstes Länderspiel gegen Brasilien                         |
| 2              | 17.07.1930 | 4:0                 | Bolivien                     | * | Montevideo (URU), Estadio Gran Parque Central       | Vorrunde                         | Erstes Länderspiel gegen Bolivien                          |
| 3              | 27.07.1930 | 1:6                 | Uruguay                      | A | Montevideo (URU), Estadio Centenario                | Halbfinale                       |                                                            |
| 4              | 25.06.1950 | 3:0                 | Schweiz                      | * | Belo Horizonte (BRA), Estádio Independência         | Weltmeisterschaft 1950- Vorrunde |                                                            |
| 5              | 29.06.1950 | 4:1                 | Mexiko                       | * | Porto Alegre (BRA), Estádio dos Eucaliptos          | Vorrunde                         | Erstes Länderspiel gegen Mexiko                            |
| 6              | 01.07.1950 | 0:2                 | Brasilien                    | A | Rio de Janeiro (BRA), Estádio Municipal do Maracanã | Vorrunde                         |                                                            |
| 7              | 16.06.1954 | 1:0                 | Frankreich                   | * | Lausanne (SUI), Stade Olympique de la Pontaise      | Vorrunde                         |                                                            |
| 8              | 19.06.1954 | 1:1 n. V.           | Brasilien                    | * | Lausanne (SUI), Stade Olympique de la Pontaise      | Vorrunde                         | Durch Losentscheid wurde Jugoslawien als Sieger ermittelt. |
| 9              | 27.06.1954 | 0:2                 | BRD                          | * | Genf (SUI), Stade des Charmilles                    | Viertelfinale                    |                                                            |
| 10             | 08.06.1958 | 1:1                 | Schottland                   | * | Västerås (SWE), Arosvallen                          | Vorrunde                         |                                                            |
| 11             | 11.06.1958 | 3:2                 | Frankreich                   | * | Västerås (SWE), Arosvallen                          | Vorrunde                         | 100. Sieg                                                  |
| 12             | 15.06.1958 | 3:3                 | Paraguay                     | * | Eskilstuna (SWE), Tunavallen                        | Vorrunde                         | Erstes Länderspiel gegen Paraguay                          |
| 13             | 19.06.1958 | 0:1                 | BRD                          | * | Malmö (SWE), Malmö Stadion                          | Viertelfinale                    |                                                            |
| 14             | 31.05.1962 | 0:2                 | UdSSR                        | * | Arica (CHL), Estadio Carlos Dittborn                | Vorrunde                         | 250. Spiel der jugoslawischen Mannschaft                   |
| 15             | 02.06.1962 | 3:1                 | Uruguay                      | * | Arica (CHL), Estadio Carlos Dittborn                | Vorrunde                         |                                                            |
| 16             | 07.06.1962 | 5:0                 | Kolumbien                    | * | Arica (CHL), Estadio Carlos Dittborn                | Vorrunde                         | Erstes Länderspiel gegen Kolumbien                         |
| 17             | 10.06.1962 | 1:0                 | BRD                          | * | Santiago de Chile (CHL), Estadio Nacional de Chile  | Viertelfinale                    |                                                            |
| 18             | 13.06.1962 | 1:3                 | Tschechoslowakei             | * | Viña del Mar (CHL), Estadio Sausalito               | Halbfinale                       |                                                            |
| 19             | 16.06.1962 | 0:1                 | Chile                        | A | Santiago de Chile (CHI), Estadio Nacional de Chile  | Spiel um Platz 3                 | Erstes Länderspiel gegen Chile                             |
| 20             | 13.06.1974 | 0:0                 | Brasilien                    | * | Frankfurt am Main (BRD), Waldstadion                | Eröffnungsspiel/1. Finalrunde    |                                                            |
| 21             | 18.06.1974 | 9:0                 | Zaire                        | * | Gelsenkirchen (BRD), Parkstadion                    | 1. Finalrunde                    | Erstes Länderspiel gegen Zaire                             |
| 22             | 22.06.1974 | 1:1                 | Schottland                   | * | Frankfurt am Main (BRD), Waldstadion                | 1. Finalrunde                    |                                                            |
| 23             | 26.06.1974 | 0:2                 | BRD                          | A | Düsseldorf (BRD), Rheinstadion                      | 2. Finalrunde                    |                                                            |
| 24             | 30.06.1974 | 1:2                 | Polen                        | * | Frankfurt am Main (BRD), Waldstadion                | 2. Finalrunde                    |                                                            |
| 25             | 03.07.1974 | 1:2                 | Schweden                     | * | Düsseldorf (BRD), Rheinstadion                      | 2. Finalrunde                    |                                                            |
| 26             | 17.06.1982 | 0:0                 | Nordirland                   | * | Saragossa (ESP), Estadio de La Romareda             | 1. Finalrunde                    |                                                            |
| 27             | 20.06.1982 | 1:2                 | Spanien                      | A | Valencia (ESP), Estadio Luís Casanova               | 1. Finalrunde                    |                                                            |
| 28             | 24.06.1982 | 1:0                 | Honduras                     | * | Saragossa (ESP), Estadio de La Romareda             | 1. Finalrunde                    | Erstes Länderspiel gegen Honduras                          |
| 29             | 10.06.1990 | 1:4                 | BRD                          | * | Mailand (ITA), Stadio Giuseppe Meazza               | Vorrunde                         |                                                            |
| 30             | 14.06.1990 | 1:0                 | Kolumbien                    | * | Bologna (ITA), Stadio Renato Dall’Ara               | Vorrunde                         |                                                            |
| 31             | 19.06.1990 | 4:1                 | Vereinigte Arabische Emirate | * | Bologna (ITA), Stadio Renato Dall’Ara               | Vorrunde                         | Erstes Länderspiel gegen VAE                               |
| 32             | 26.06.1990 | 2:1 n. V.           | Spanien                      | * | Verona (ITA), Stadio Marcantonio Bentegodi          | Achtelfinale                     |                                                            |
| 33             | 30.06.1990 | 0:0 n. V. 2:3 i. E. | Argentinien                  | * | Florenz (ITA), Stadio Comunale                      | Viertelfinale                    |                                                            |

### Höchste Siege und Niederlagen
Die Jugoslawen erzielten ihre höchsten Siege gegen folgende Länder bei WM-Turnieren:
- Bolivien: Vorrunde 1930 - 4:0 (einziger Sieg gegen Bolivien)
- Honduras: 1. Finalrunde 1982 - 1:0 (einziges Spiel gegen Honduras)
- Kolumbien: Vorrunde 1962 - 5:0
- Uruguay: Vorrunde 1962 - 3:1
- Vereinigte Arabische Emirate: Vorrunde 1990 - 4:1 (einziges Spiel gegen die VAE)
- Zaire: 1. Finalrunde 1974 - 9:0 (einziges Spiel gegen Zaire und die DR Kongo)

Gegen folgende Länder kassierte die jugoslawische Mannschaft ihre höchsten Niederlagen bei WM-Turnieren:
- BRD: Vorrunde 1990 - 1:4
- Chile: Spiel um Platz 3 1962 - 0:1 (einziges Spiel gegen Chile)
- Spanien: 1. Finalrunde 1982 - 1:2 (zudem weitere mit 1:2 und 0:1 verlorene Spiele)

## Rekorde
- Die häufigste Viertelfinalpaarung (3 ×) war Jugoslawien gegen Deutschland (1954–1962)
- Der höchste Sieg bei einem Turnier: 1974 Jugoslawien gegen Zaire 9:0 in der Vorrunde
- Am 2. Juni 1962 erzielte Dražan Jerković mit dem Tor zum 3:1-Endstand im Vorrundenspiel gegen Uruguay das 600. WM-Tor

### Negativrekorde
- Die höchste Niederlage bei einem Turnier: 1930 – Jugoslawien – Uruguay 1:6 sowie USA – Argentinien 1:6, beide im Halbfinale